# Vado Ligure
Vado Ligure – miejscowość i gmina we Włoszech, w regionie Liguria, w prowincji Savona.
Według danych na rok 2004 gminę zamieszkiwały 7963 osoby, 346,2 os./km².

## Miasta partnerskie
- La Ravoire